# Strafbarkeitslücke
Mit dem Ausdruck Strafbarkeitslücke wird eine vermeintliche Regelungslücke im Strafrecht bezeichnet, die dazu führen kann, dass ein subjektiv oder moralisch strafwürdig erachtetes Verhalten nicht strafbar ist.
Es handelt sich dabei aber nicht um eine tatsächliche „Lücke“ im materiellen Recht, da aufgrund des im Strafrecht geltenden Analogieverbots von Verfassungs wegen (Art. 103 Abs. 2 GG, Art. 7 EMRK) Strafrecht von Natur aus „lückenhaft“ sein muss. Anders als in anderen Rechtsgebieten kann im Strafrecht eine Gesetzeslücke nicht durch Analogien oder teleologische Extension zu Lasten eines Betroffenen geschlossen werden. Eine innerhalb der vermeintlichen Lücke begangene Tat bleibt somit straffrei.
Strafbarkeitslücken können entstehen durch technische oder gesellschaftliche Entwicklungen, die bei der Verabschiedung des Gesetzes nicht vorausgesehen wurden, aber auch durch handwerkliche Fehler des Gesetzgebers. In der Regel werden Strafbarkeitslücken vom Gesetzgeber durch eine Gesetzesänderung geschlossen, wenn sie bemerkt werden. Von einer Strafbarkeitslücke wird zum Teil auch dann gesprochen, wenn eine Tat in bestimmten Fallgruppen typischerweise nicht bewiesen werden kann, der Täter also aufgrund des Grundsatzes in dubio pro reo straffrei bleibt. Solche Strafbarkeitslücken können geschlossen werden, indem beispielsweise die Strafbarkeit auf normalerweise straffrei bleibende Vorbereitungshandlungen erstreckt wird.
Nicht als Strafbarkeitslücke bezeichnet man es dagegen, wenn ein Verhalten vom Gesetzgeber bewusst nicht unter Strafe gestellt wurde. 

## Beispiele
Die Möglichkeiten neuer Technologien und daraus entstehende Strafbarkeitslücken können immer nur mit einer zeitlichen Verzögerung vom Gesetzgeber berücksichtigt werden.
Der „Stromdiebstahl“ war in Deutschland, da Strom keine Sache ist, nicht vom Tatbestand des Diebstahls (heute §§ 242 ff. StGB) umfasst. Die ersten „Stromdiebe“ nach dem Aufkommen der elektrischen Energie wurden daher vom Reichsgericht freigesprochen. Der Gesetzgeber fügte schließlich den Tatbestand der „Entziehung elektrischer Energie“ (heute § 248c StGB) in das Strafgesetzbuch ein.
Da auch die Sachbeschädigung (§ 303 StGB) sich nur auf Sachen (körperliche Gegenstände) bezieht, wurde zusätzlich der Tatbestand Datenveränderung (§ 303a StGB) eingeführt.
Auch kann ein Betrug (§ 263 StGB) nur durch die Täuschung von natürlichen Personen, aber nicht durch Täuschung von Automaten oder Computern begangen werden; daher musste der Tatbestand Computerbetrug (§ 263a StGB) geschaffen werden.
Da ein (versuchter) Versicherungsbetrug (als Fall eines Betrugs nach § 263 StGB) oft nicht nachweisbar ist, wurde diese Strafbarkeitslücke durch den zusätzlichen Tatbestand des Versicherungsmissbrauchs (§ 265 StGB) geschlossen.